# Independent Spirit Awards 1994
Die neunte Verleihung der Independent Spirit Awards fand am 19. März 1994 statt.

## Zusammenfassung
Wie schon im Vorjahr gewann ein Werk von Robert Altman den Preis für den besten Film. Short Cuts erhielt außerdem noch die Preise für Regie und Drehbuch, so dass Altman gleich zweimal ausgezeichnet wurde. Ang Lees Das Hochzeitsbankett (Hsi yen) war Altmans schärfster Konkurrent: Der Film wurde sechsmal für Preise vorgeschlagen, blieb aber unprämiert. Ähnlich erging es Victor Nuñez’ Ruby in Paradise: Sechsmal nominiert, gewann der Film nur eine Auszeichnung. Jane Campion erhielt zum dritten Mal den Preis für den besten ausländischen Film (mit Das Piano), erneut gehörte Mike Leigh zu den Verlierern, ebenso Zhang Yimou. Robert Rodriguez’ Low-Budget-Überraschungserfolg El Mariachi gewann den Preis für den besten Debütfilm und verwies so John Turturros Regiedebüt Mac und Menace II Society auf die Plätze.

## Gewinner und Nominierte

### Bester Film
Short Cuts – Cary Brokaw
Equinox – David Blocker
Das Hochzeitsbankett (Hsi yen) – Ted Hope, Ang Lee, James Schamus
Ruby in Paradise – Keith Crofford
Viel Lärm um nichts (Much Ado About Nothing) – Kenneth Branagh, Stephen Evans, David Parfitt

### Bester Debütfilm
El Mariachi – Robert Rodriguez, Carlos Gallardo
American Heart – Die zweite Chance (American Heart) – Martin Bell, Jeff Bridges, Rosilyn Heller
Combination Platter – Tony Chan, Judy Moy
Menace II Society – Albert Hughes, Allen Hughes, Darin Scott
Mac – John Turturro, Brenda Goodman, Nancy Tenenbaum

### Bester Hauptdarsteller
Jeff Bridges – American Heart – Die zweite Chance (American Heart)
Vincent D’Onofrio – Ein ganz normales Wunder (Household Saints)
Mitchell Lichtenstein – Das Hochzeitsbankett (Hsi yen)
Matthew Modine – Equinox
Tyrin Turner – Menace II Society

### Beste Hauptdarstellerin
Ashley Judd – Ruby in Paradise
Suzy Amis – Little Jo – Eine Frau unter Wölfen (The Ballad of Little Jo)
May Chin – Das Hochzeitsbankett (Hsi yen)
Ariyan A. Johnson – Brooklyn Girl (Just Another Girl on the I.R.T.)
Emma Thompson – Viel Lärm um nichts (Much Ado About Nothing)

### Bester Nebendarsteller
Christopher Lloyd – Twenty Bucks
David Chung – Little Jo – Eine Frau unter Wölfen (The Ballad of Little Jo)
Tate Donovan – Der ganz normale Wahnsinn (Inside Monkey Zetterland)
Todd Field – Ruby in Paradise
Edward Furlong – American Heart – Die zweite Chance (American Heart)

### Beste Nebendarstellerin
Lili Taylor – Ein ganz normales Wunder (Household Saints)
Lara Flynn Boyle – Equinox
Ah Lei Gua – Das Hochzeitsbankett (Hsi yen)
Lucinda Jenney – American Heart – Die zweite Chance (American Heart)
Julianne Moore – Short Cuts

### Beste Regie
Robert Altman – Short Cuts
Ang Lee – Das Hochzeitsbankett (Hsi yen)
Victor Nuñez – Ruby in Paradise
Robert Rodriguez – El Mariachi
John Turturro – Mac

### Bestes Drehbuch
Robert Altman, Frank Barhydt – Short Cuts
Edwin Baker, Tony Chan – Combination Platter
Ang Lee, Neil Peng, James Schamus – Das Hochzeitsbankett (Hsi yen)
Víctor Núñez – Ruby in Paradise
Nancy Savoca, Richard Guay – Ein ganz normales Wunder (Household Saints)

### Beste Kamera
Lisa Rinzler – Menace II Society
James R. Bagdonas – American Heart – Die zweite Chance (American Heart)
Elliot Davis – Equinox
Nancy Schreiber – Im Strudel der Begierde (Chain of Desire)
Alex Vlacos – Ruby in Paradise

### Bester ausländischer Film
Das Piano (The Piano) – Jane Campion
Bittersüße Schokolade (Como agua para chocolate) – Alfonso Arau
Die Geschichte der Qiu Ju (Qiu Ju da guan si) – Zhang Yimou
Nackt (Naked) – Mike Leigh
Orlando – Sally Potter